# Santa Bàrbara d'Horta de Sant Joan
Santa Bàrbara d'Horta de Sant Joan és una ermita d'Horta de Sant Joan (Terra Alta) inclosa a l'Inventari del Patrimoni Arquitectònic de Catalunya.

## Descripció
Només resten dos panys de paret, feta de maçoneria de baixa qualitat, en molt mal estat de conservació.
La planta és rectangular i de petites dimensions, tot ocupant l'estreta roca que corona la muntanya. Un grup de xiprers voreja el darrer tram del camí que hi duu.